# Askil Holm

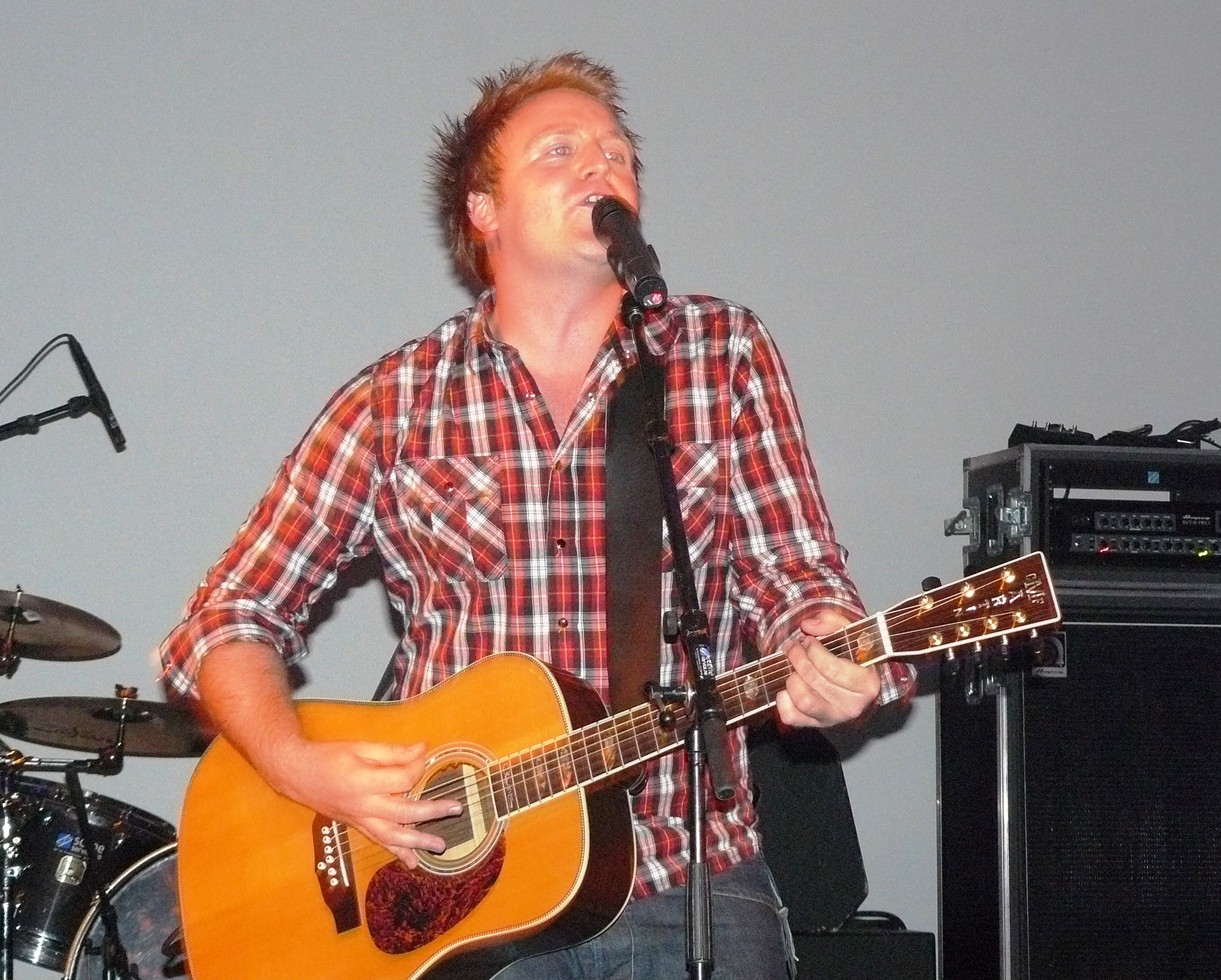
Askil Holm en concert en août 2007.
Photo: C. Hill (2007)

Askil Holm (né le 1er juin 1980) est un chanteur et musicien norvégien de Namsos.
Il est l'un des fondateurs de Apache Records et est un membre actif du festival de musique de Trondheim nommé We Are the Hello Show.
En 2006, il se joint à Espen Lind, Alejandro Fuentes et Kurt Nilsen pour une série de concerts. L'album Hallelujah Live sortira de ce spectacle musical.

## Discographie
- 2001 : The Boy with the Boomerang
- 2002 : Seven Days in the Sun
- 2003 : Daydream Receiver
- 2003 : Agent Cody Banks
- 2004 : Daydream Receiver édition japonaise
- 2004 : Kvinnen i mitt liv
- 2006 : Helene Bøksle - Elverhøy
- 2006 : Hallelujah Live
- 2007 : Harmony Hotel (édition norvégienne)
- 2007 : Harmony Hotel (édition internationale)